# Jean-Marc Léger (sondeur)
Pour les articles homonymes, voir Jean-Marc Léger et Léger.
Jean-Marc Léger, né le 26 mai 1961 à Anjou, est économiste et président-fondateur de Léger.

## Biographie
Jean-Marc Léger a fondé l'entreprise avec son père Marcel Léger en 1986 sous le nom Léger & Léger. Sous sa direction, Léger a réalisé dix acquisitions au Canada et aux États-Unis. 
Jean-Marc Léger est membre du conseil d'administration du Groupe TVA, de Groupe Sportscene (groupe propriétaire de La Cage – Brasserie sportive), de Capsana], de la Fondation Entrepreneurship et du CRIC (Canadian Research Insights Council)]. Il a été président du conseil d'administration de l'Université du Québec à Montréal de 1999 à 2003 et du Publicité Club de Montréal de 2002 à 2003. Il était aussi président de la Chambre de commerce du Montréal métropolitain entre 2013 et 2015 et du Worldwide Independent Network of Market Research, qui regroupe des entreprises indépendantes en recherche marketing. En 2020, il est devenu un des deux nouveaux représentants canadiens d'ESOMAR, l’association mondiale des professionnels des données, de la recherche et de l’analytique.
Jean-Marc Léger est l’auteur du livre à succès Le Code Québec et est reconnu comme expert du comportement du consommateur et des milléniaux en particulier. Il est spécialiste du marché américain et intervient fréquemment dans les médias nord-américains. Il apparaît dans des émissions télévisées, particulièrement lors des élections québécoises et canadiennes, en tant que spécialiste de l'opinion publique,,. Il est également chroniqueur pour le Journal de Montréal.

## Ouvrages publiés
- Le Code Québec, en collaboration avec Jacques Nantel et Pierre Duhamel, Éditions de l'Homme, 2016, 237 pages.